# قانون التخفيف

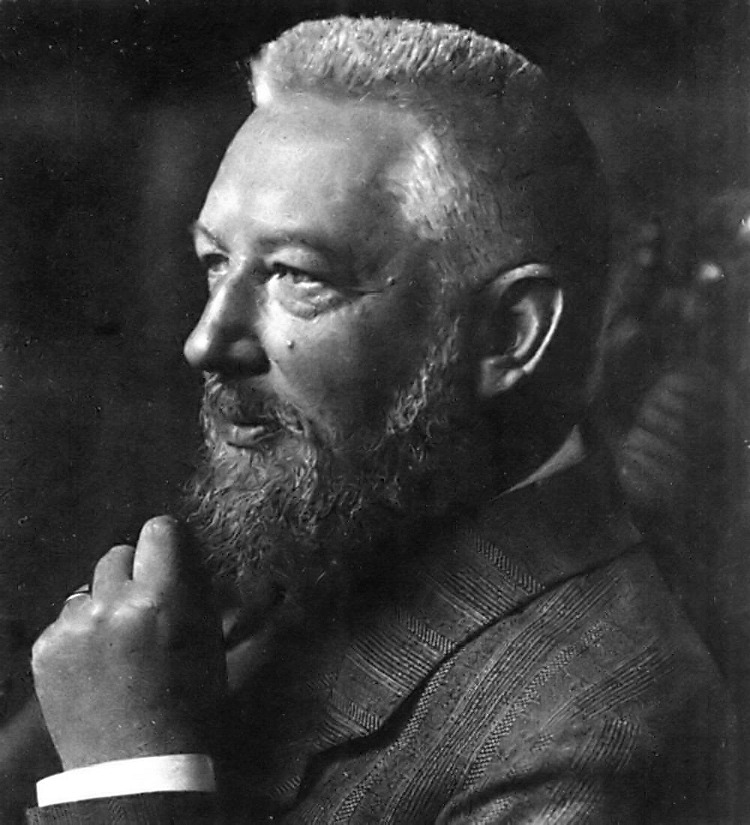

قانون تخفيف ولهلم أوستفالد هو قانون يعطينا العلاقة بين ثابت التفكك  Kd و درجة التفكك α لإلكتروليت ضعيف. القانون يتخذ الشكل :{\displaystyle K_{d}={\cfrac {[A^{+}][B^{-}]}{[AB]}}={\frac {\alpha ^{2}}{1-\alpha }}\cdot c_{0}}
حيث ترمز الاقواس المربعة للتركيزات ، و c0 هو التركيز الكلى للإلكتروليت.
بالنسبة للتوصيلية ، هذا يؤدي للعلاقة التالية:
{\displaystyle K_{c}={\cfrac {\Lambda _{c}^{2}}{(\Lambda _{0}-\Lambda _{c})\Lambda _{0}}}\cdot c}

## الاشتقاق
افترض إلكتروليت ثنائي الذرة رمزه  AB ، والذي يتأين إلى ايونات A+ و B− . لاحظ اوستفالد ان قانون فعل الكتلة يمكن تطبيقه على هكذا نظام. حالة الاتزان تمثل بالمعادلة :
{\displaystyle AB\rightleftharpoons A^{+}+B^{-}}
لو ان  α هو معامل تفكك الإلكتروليت ؛ يكون  αc0 هو تركيز كل من الايونات.
وان للإلكتروليتات الضعيفة يكون α << 1 ؛ فيكون (1 - α ) ≈ 1.
{\displaystyle K_{d}={\cfrac {[A^{+}][B^{-}]}{[AB]}}={\cfrac {(\alpha c_{0})(\alpha c_{0})}{(1-\alpha )c_{0}}}={\cfrac {\alpha ^{2}}{1-\alpha }}\cdot c_{0}}
{\displaystyle K_{d}={\frac {\alpha ^{2}}{1-\alpha }}\cdot c_{0}\approx \alpha ^{2}c_{0}}
هذا يعطينا النتيجة التالية:
{\displaystyle \alpha ={\sqrt {\cfrac {K_{d}}{c_{0}}}}}
لذا تتناسب درجة التأين  طرديا مع الجذر التربيعي لمقلوب التركيز ، أو طرديا مع الجذر التربيعي للتخفيف.
{\displaystyle [A^{+}]=[B^{-}]=\alpha c_{0}={\sqrt {K_{d}c_{0}}}}

## حدود
هذا القانون يظل صالحا للتطبيق فقط على الإلكتروليتات الضعيفة و يفشل تماما في حالة الإلكتروليتات القوية. قيمة 'α' تتحدد بقياسات التوصيلية بتطبيق الصيغة  Λ/Λ∞.
- Kc: ثابت التأين
- التوصيلية المكافئة.
- التوصيلية القصوى.